# Hans Engnestangen
Hans Engnestangen, né le 26 mars 1908 à Brandbu et décédé le 9 mai 2003 à Jevnaker est un patineur de vitesse norvégien. 

## Carrière
Il fait partie de la vague de patineurs norvégiens avec Ivar Ballangrud et Michael Staksrud qui ont dominé les années 1930. Il remporte durant sa carrière un titre de champion du monde toutes épreuves en 1933 à Trondheim, et également médaillé de bronze en 1935 à Oslo. Il a participé aussi aux Jeux olympiques d'hiver de 1936, prenant part uniquement au 1 500 m qu'il finit huitième.

## Palmarès[1]
| Compétition                           | Or   | Argent | Bronze |
| Championnats du monde toutes épreuves | 1933 |        | 1935   |
| Championnats d'Europe toutes épreuves |      | 1937   |        |

## Records du monde
Il a battu quatre records du monde durant sa carrière, celui du 500 m à troiis reprises en 1933, 1937 et 1938 et du 1 500 m en 1939.